# Дюкенуа, Франсуа
Франсуа́ Дюкенуа́ (фр. François Duquesnoy, Frans Duquesnoy; 12 января 1597, Брюссель, Нидерланды — 12 июля 1643, Ливорно, Тоскана) — фламандский скульптор валлонского происхождения, работал в Риме в эпоху барокко. В Италии был известен под прозванием «Фьяминго» (итал. Il Fiammingo — Фламандец).

## Жизнь и творчество
Сын Жерома Дюкенуа, придворного скульптора эрцгерцога Альберта, генерал-губернатора Нидерландов, и его супруги Изабеллы. Дюкенуа-старший — автор бронзовой скульптуры «Писающий мальчик» в Брюсселе (1619). Скульптор Жером Дюкенуа Младший приходился ему братом. Некоторые из ранних работ Франсуа в Брюсселе привлекли внимание эрцгерцога, который дал ему возможность учиться в Риме, где он провёл всю свою творческую жизнь.
В 1624 году Дюкенуа подружился с прибывшим в Рим Никола Пуссеном, делил с ним жильё, и они вместе работали. Оба художника трудились под покровительством учёного и мецената Кассиано даль Поццо.
Пуссен и Дюкенуа сходились в желании противопоставить экспрессивному и театральному стилю барокко Джованни Лоренцо Бернини античный канон красоты идеальных фигур. Известный биограф итальянских художников эпохи барокко Джованни Пьетро Беллори в «Жизнеописаниях современных живописцев, скульпторов и архитекторов» (Le vite de’ pittori, scultori et architetti moderni) 1672 года превозносил искусство Дюкенуа за то, что он поднял современное ваяние до уровня Древнего Рима. Беллори утверждал, что «своей Санта-Сусанной Дюкенуа показал современным скульпторам пример статуй одетых фигур, что сделало его более чем равным лучшим античным скульпторам…».
Дюкенуа и в самом деле привнёс в барокко многие элементы классицизма, предвосхитившие трактовку классической древности у Винкельмана и Кановы. Статуя Святой Сусанны (1629) — одна из четырёх скульптур, изображающих девственниц-мучениц, выполненных разными скульпторами для церкви Санта-Мария-ди-Лорето перед римским Форумом Траяна, была мало известна до XVIII века, когда мраморная копия работы Гийома Кусту была отправлена в Париж (1739), и «Сусанна» Дюкенуа вошла в канон самых почитаемых современных скульптур.
С 1625 года Дюкенуа сотрудничал с Джованни Лоренцо Бернини на строительстве собора Святого Петра в Ватикане. Он выполнил бронзовые скульптуры четырёх ангелов на вершине огромного кивория собора Сан-Пьетро по проекту Бернини (1624—1633). Статуя Святого Андрея средокрестия собора (1629—1635) — одна из четырёх огромных, пятиметровых статуй в нишах опорных пилонов; каждая связана с основными святыми реликвиями базилики: Святой Лонгин работы Дж. Л. Бернини, Святая Елена скульптора А. Больджи, Святая Вероника Ф. Моки и Святой Андрей Дюкенуа.
Позднее Пуссен рекомендовал Дюкенуа кардиналу Ришельё, который предложил ему место при дворе Людовика XIII и положение главы Королевской академии живописи и скульптуры в Париже. Этим планам было не суждено сбыться из-за безвременной смерти Дюкенуа по дороге в Париж. Он много лет страдал от подагры, приступов депрессии и случаев головокружения (он упал со строительных лесов, прикрепляя позолоченную пальмовую ветвь к статуе Сусанны). Его брат Жером Дюкенуа Второй (1612—1654) наследовал сундуки с рисунками незавершённых работ выдающегося скульптора, в том числе несколько рисунков путти для гробницы епископа Триста в соборе Святого Бавона в Генте.
Небольшие бронзовые скульптуры «в манере античности» (la gran maniera greca), подходящие для коллекционеров, постоянно занимали скульптора и его помощников в его мастерской. Так появились «Меркурий и Амур» (хранится в Лувре), изящный «Вакх» (в санкт-петербургском Эрмитаже). Бронзовая фигурка Меркурия была заказана скульптору коллекционером древностей Винченцо Джустиниани в качестве пандана к эллинистическому бронзовому Геркулесу из его коллекции, что является комплиментом Дюкенуа и косвенным подтверждением равенства в споре «Древних и Новых». Джустиниани заказал у Дюкенуа скульптуру «Мадонны с Младенцем» в 1622 году, в тот момент, когда скульптору было трудно закончить работу над «Святым Андреем» из-за перерыва в выплатах.
Его терракотовые боццетти (модели) сохраняли непосредственность прикосновения скульптора и представляли особую наглядную ценность для других мастеров. Королевский скульптор Людовика XIV Франсуа Жирардон владел большим количеством терракотовых моделей Дюкенуа, которые записаны в описи коллекции Жирардона, составленной после его смерти в 1715 году. «Дети, играющие с козлом» — одна из нескольких гризайльных копий барельефа Дюкенуа, изображающего играющих путти, которые были весьма популярны среди голландских художников.
Его путти, пухлые, с храктерно детскими головами, помогли установить условный тип, хорошо знакомый по картинам Рубенса: известно, что Рубенс написал Дюкенуа в 1640 году, чтобы поблагодарить его за присланные ему слепки путти из скульптурного надгробия Фердинанда ван дер Эйдема в церкви Санта-Мария-дель-Анима в Риме. Дюкенуа также прославился изготовлением самых разных детских фигурок в мраморе, терракоте и слоновой кости. Художник настолько проникся этими настроениями, что даже знатоки принимали некоторые его работы за произведения античности. «Глубокое изучение античности укрепило его стиль… отмеченный явным возвращением к простоте и искренности прошедших эпох. Его скульптуры спокойны и величественны, форма отточена, свободна от манерности».
Известными учениками Дюкенуа были Джусто Ле Курт, Артус Квеллинус и Орфео Боселли.

## Галерея

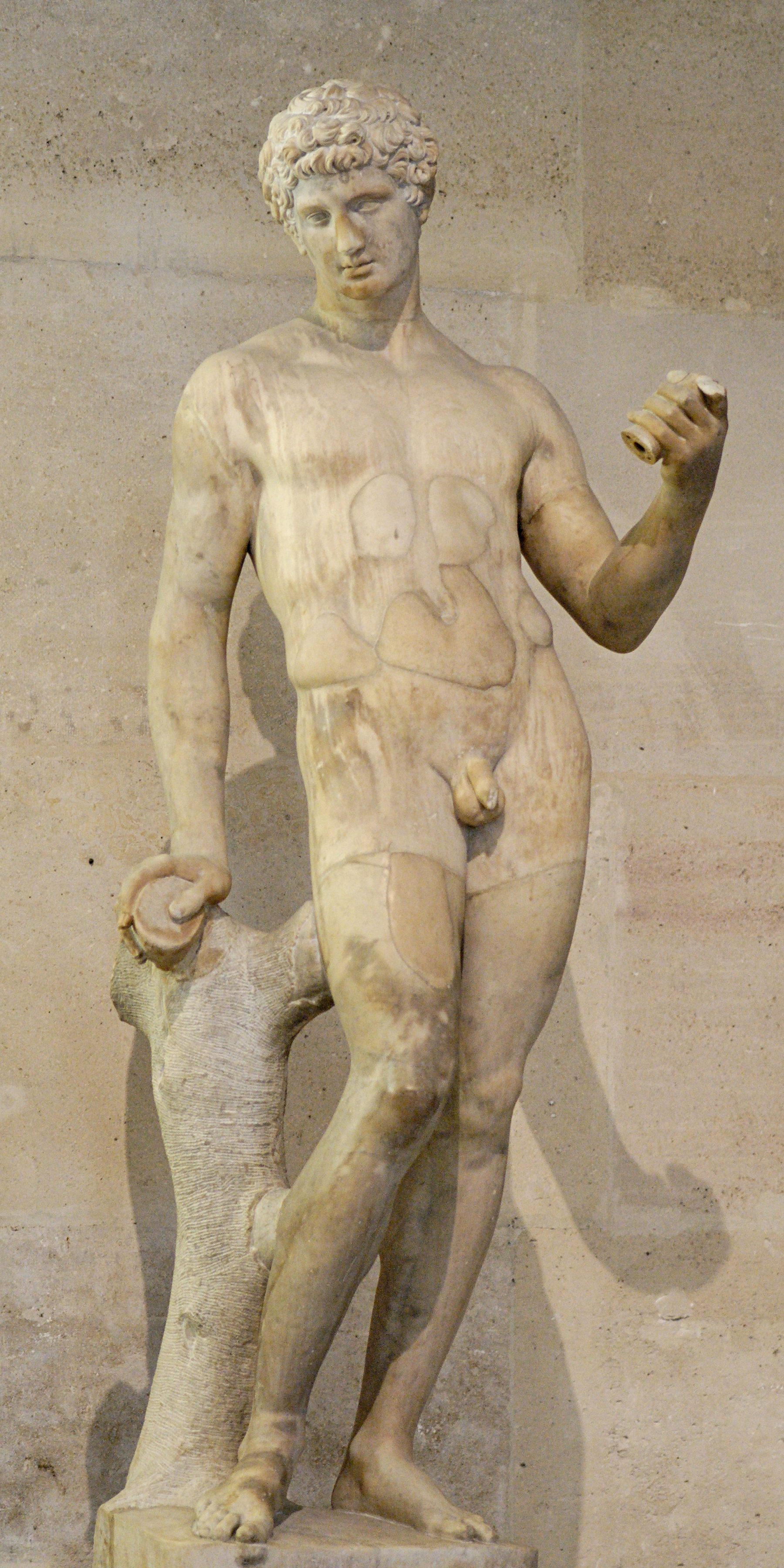
Адонис Мазарини. Античный торс, реставрированный и дополненный Ф. Дюкенуа. Мрамор. Лувр, Париж
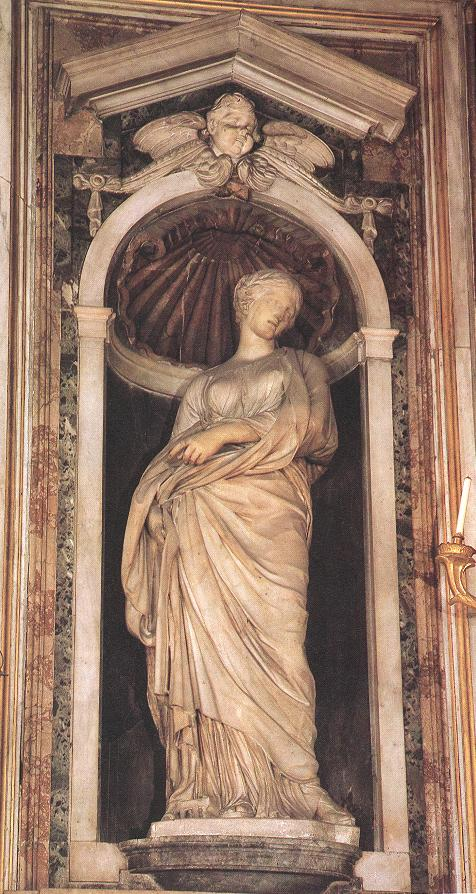
Ф. Дюкенуа. Статуя Святой Сусанны. 1629. Мрамор. Церковь Санта-Мария-ди-Лорето, Рим
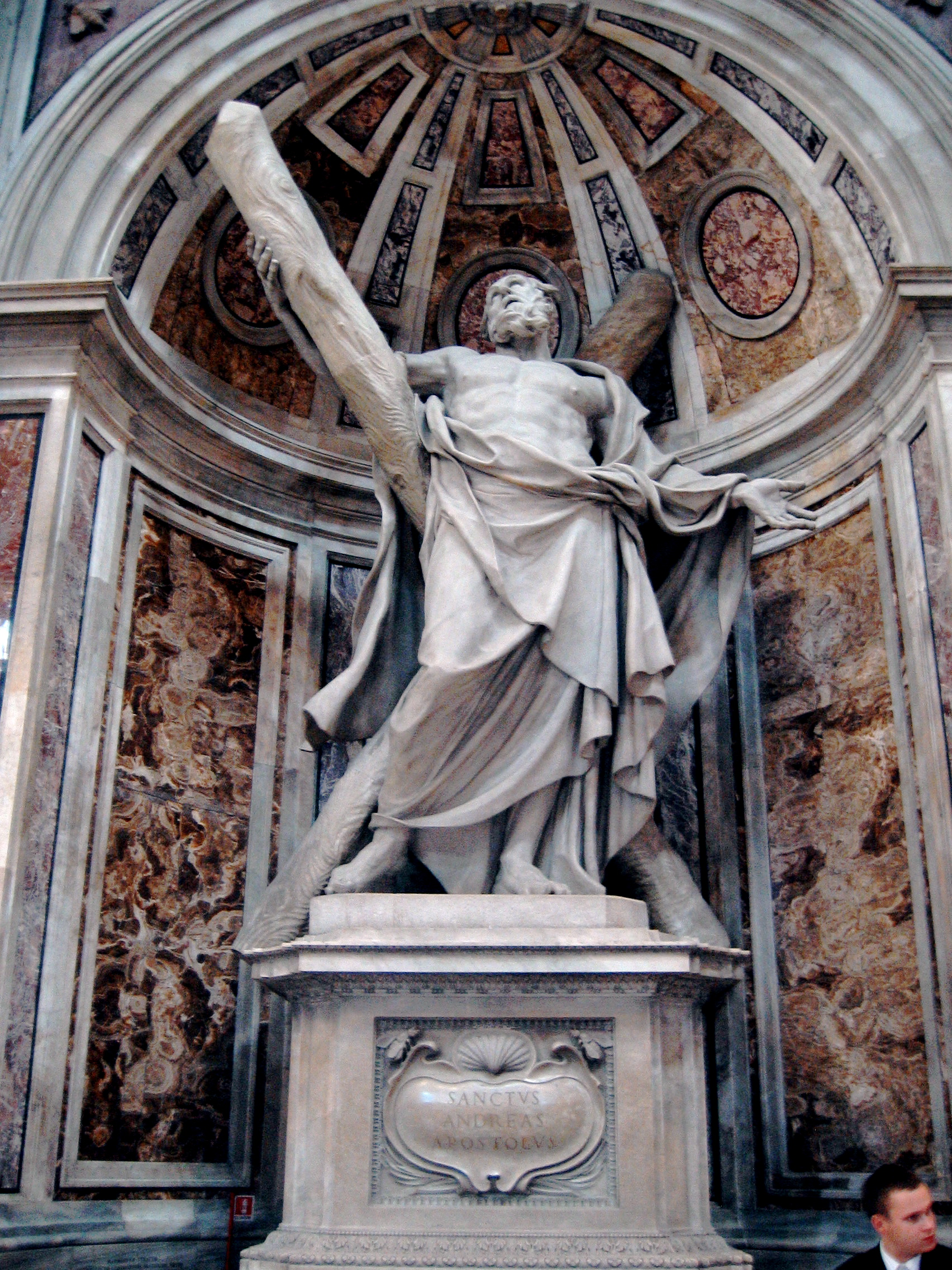
Святой Андрей. 1629–1635. Мрамор. Собор Святого Петра, Ватикан
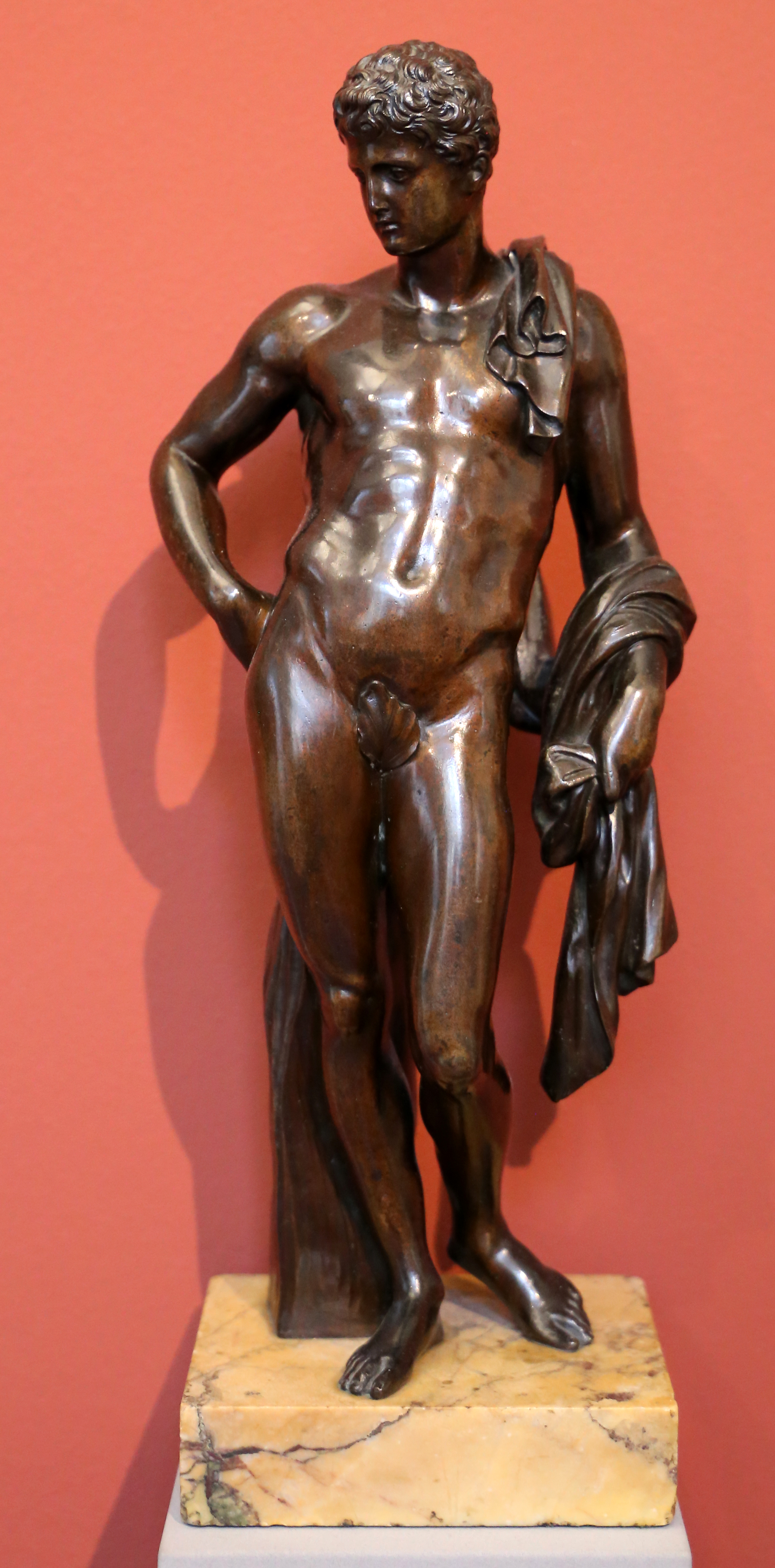
Антиной Бельведерский. Бронза. Музей Боде, Берлин
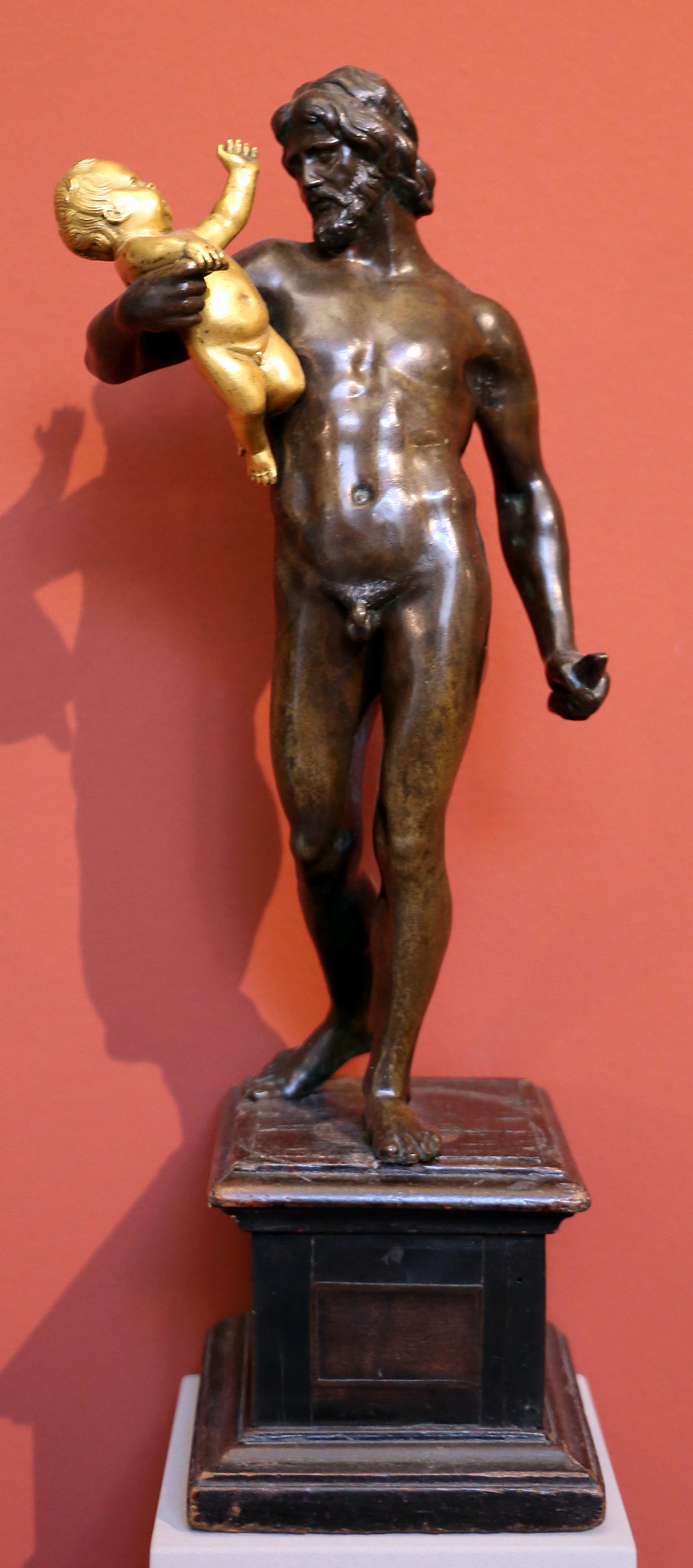
Юпитер с младенцем Вакхом. Бронза. Музей Боде, Берлин
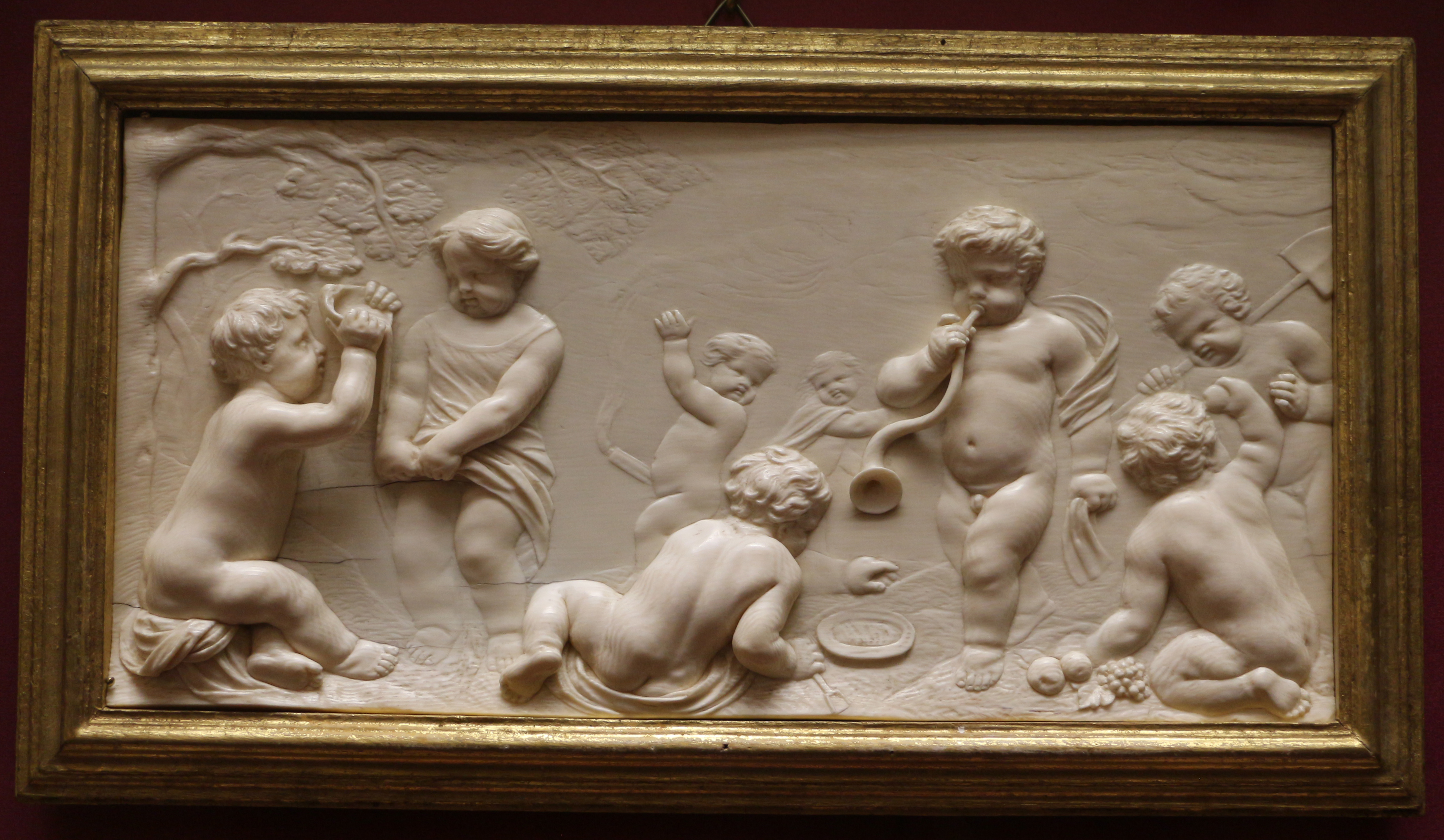
Игривые путти. Ок. 1650. Мрамор
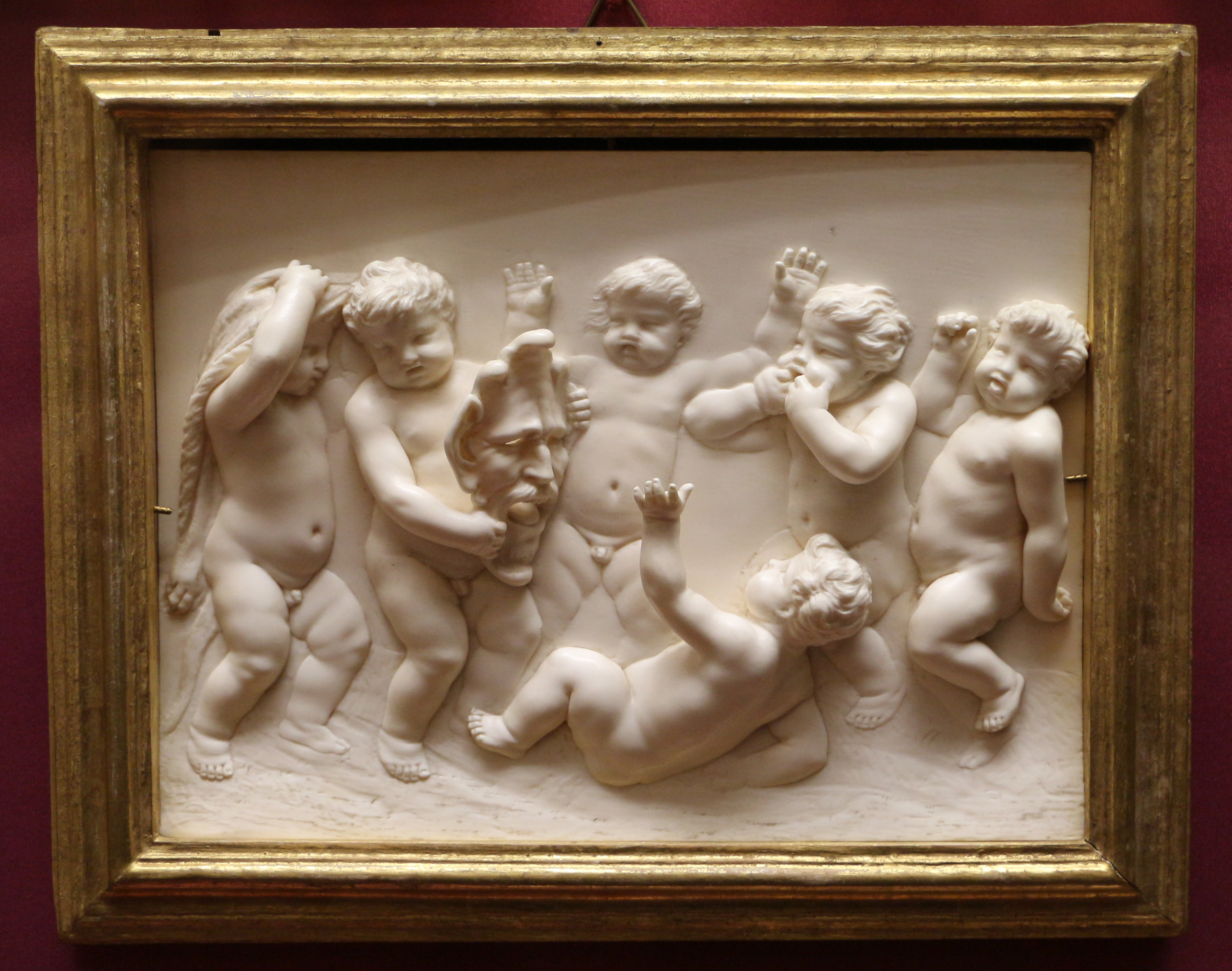
Игривые путти. Ок. 1650. Мрамор
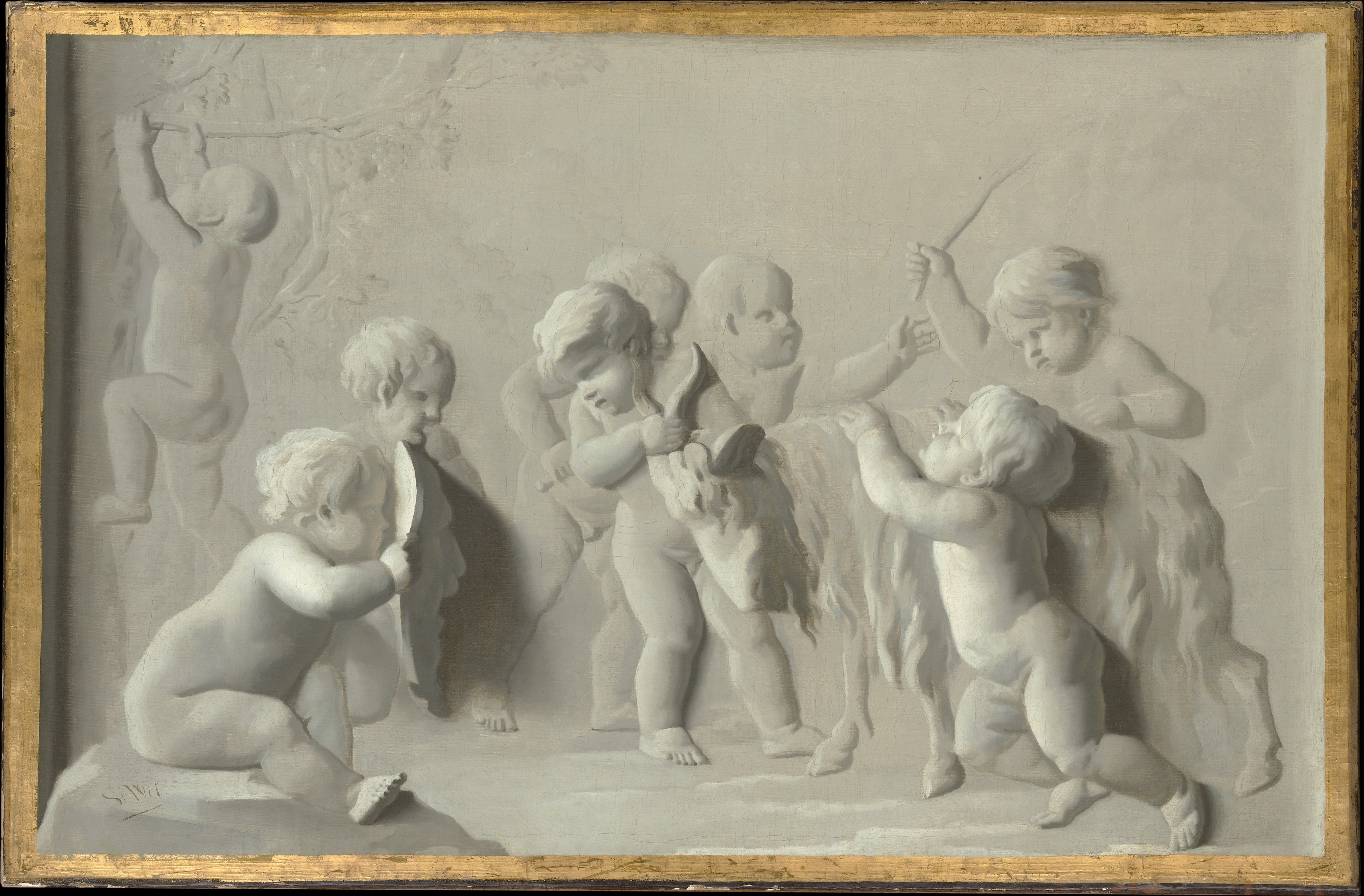
Дети играющие с козлом. Гризайль по барельефу Ф. Дюкенуа. Метрополитен-музей Нью-Йорк
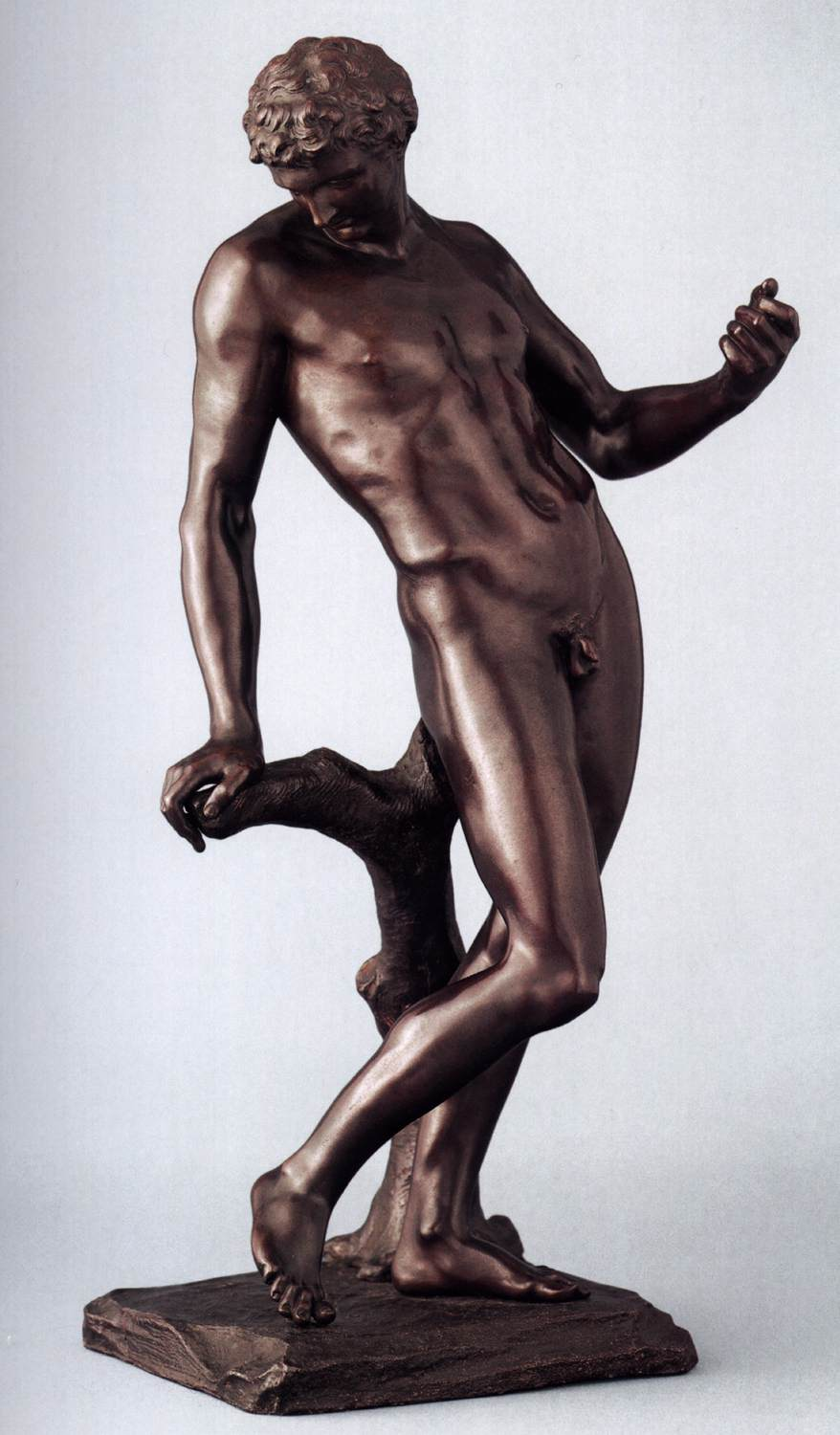
Mеркурий. Бронза. Музей Лихтенштейн, Вена